# Comarca d'Ourense
La Comarca d'Ourense és una comarca de Galícia situada al centre de la província d'Ourense. Limita amb la comarca de Chantada, al nord-est amb la Terra de Lemos i la Terra de Caldelas, a l'est i sud-est amb la comarca d'Allariz-Maceda, al sud amb la Terra de Celanova i a l'oest amb O Ribeiro i la comarca d'O Carballiño. En formen part els municipis de:
- Amoeiro
- Barbadás
- Coles
- Esgos
- Nogueira de Ramuín
- Ourense
- O Pereiro de Aguiar
- A Peroxa
- San Cibrao das Viñas
- Taboadela
- Toén
- Vilamarín

## Evolució demogràfica
| 1842 | 1857   | 1860   | 1877   | 1887   | 1900   | 1910   | 1920   |
| ---- | ------ | ------ | ------ | ------ | ------ | ------ | ------ |
| -    | 62.619 | 61.513 | 66.702 | 71.421 | 73.310 | 74.844 | 75.597 |

| 1930   | 1940   | 1950    | 1960    | 1970    | 1981    | 1996 | 1998 |
| ------ | ------ | ------- | ------- | ------- | ------- | ---- | ---- |
| 82.778 | 91.693 | 108.165 | 113.445 | 114.355 | 132.742 | -    | -    |

| 2000    | 2002 | 2004 | 2006 | 2008 | 2010    | 2012 | 2014 |
| ------- | ---- | ---- | ---- | ---- | ------- | ---- | ---- |
| 142.130 | -    | -    | -    | -    | 145.424 | -    | -    |